# Bankkogel
Der Bankkogel oder die Bankspitze (italienisch Bocchetta Gelata Ovest) ist ein 3311 m ü. A. hoher Berg in den südlichen Ötztaler Alpen. Er liegt im west-östlich verlaufenden Alpenhauptkamm, der hier Schnalskamm genannt wird. Über seinen Gipfel verläuft die Staatsgrenze zwischen Österreich und Italien. Zugänglich ist er vom nördlich gelegenen Hochwildehaus aus oder vom südlich gelegenen Pfossental.

## Lage und Umgebung
Nach Nordnordwest sendet der Bankkogel einen ausgeprägten Grat, den Mitterkamm des Gletschers Gurgler Ferner, der sich an seiner nördlichen Flanke erstreckt. Die Südseite fällt ab in das Südtiroler Pfossental und ist im Naturpark Texelgruppe unter Schutz gestellt. Benachbarte Berge sind im Westen die Falschunggspitze, und im Osten erhebt sich, getrennt durch das Gurgler Eisjoch, die 3480 Meter hohe Hochwilde. Nächstgelegene Ortschaften sind im Süden Karthaus im Schnalstal und im Norden Obergurgl. Bestiegen werden kann der Bankkogel von der nördlich gelegenen Schutzhütte Hochwildehaus aus in einer spaltenreichen Gletschertour, oder aus dem Pfossental heraus von der Grubalm (2506 m).

## Karten
- Casa Editrice Tabacco: Wanderkarte 1:25.000, Blatt 04, Schnalstal/Val Senales – Naturns/Naturno
- Alpenvereinskarte 1:25.000, Blatt 35/1, Ötztaler Alpen, Gurgl
- Österreichische Karte 1:50.000, Blatt 2109